# Бадмінтон на літніх Олімпійських іграх 2024 — кваліфікація
У змаганнях з бадмінтону на літніх Олімпійських іграх 2024 візьмуть участь загалом 172 гравці (по 86 чоловіків та жінок). В одиночних змаганнях візьмуть участь по 38 чоловіків та жінок, у всіх парних змаганнях (чоловічі, жіночі та мікст) візьмуть участь по шістнадцять пар.

## Правила кваліфікації
Щоб здобути собі місце у своїх відповідних категоріях на іграх у Парижі 2024 року, бадмінтоністи здобути пройти кваліфікацію через олімпійський рейтинговий список «Гонка до Парижа», Всесвітньої федерації бадмінтону (BWF). Кваліфікаційний період триває з 1 травня 2023 року до 28 квітня 2024 року, і через два дні після цього буде опубліковано остаточний список учасників. Квот на участь в олімпійському турнірі розподіляються так:
- Одиночний розряд:
  - Рейтинг 1-16: НОК можуть виставити щонайбільше двох гравців, якщо вони належать до шістнадцяти найкращих у світовому рейтингу BWF.
  - Рейтинг 17 і нижче: НОК може заявити щонайбільше одного гравця.
- Парний розряд:
  - Рейтинг 1-8: НОК можуть виставити щонайбільше дві пари, якщо вони належать до вісімки найкращих у світовому рейтингу BWF.
  - Рейтинг 9 і нижче: НОК може виставити щонайбільше одну пару.

Кожну з п'яти континентальних зон мають представляти принаймні двоє гравців у кожному одиночному турнірі та одна пара в кожному парному розряді відповідно до правил та приписів системи континентального представництва BWF. У разі невиконання цієї вимоги описаним вище методом відбору учасників, гравець або пара, які посіли найвище місце у відповідній континентальній зоні, дістануть право на участь у Парижі-2024. НОК можуть виставляти гравців або пари для участі у бадмінтоні щонайбільше у двох змаганнях за системою континентального представництва BWF; якщо Національний олімпійський комітет проходить кваліфікацію більш ніж на два турніри через цю систему, то НОК має вибрати, на які саме, а відхилене квотне місце переходить до наступного гравця або пари, які мають право на участь у турнірі, з найвищим рейтингом .
Як країна-господарка, Франція резервує за собою по одному місцю в чоловічому і жіночому одиночному розряді, які буде виділено бадмінтоністові з найвищим рейтингом у списку BWF «Гонка до Парижа». Якщо один або кілька французьких бадмінтоністів пройдуть пряму кваліфікацію, то їхні місця будуть перерозподілені наступному гравцеві з найвищим рейтингом з офіційного списку «Гонки до Парижа». Крім того, чотири місця (по два для кожної статі) мають право одержати НОК, що відповідають вимогам, зацікавлені в тому, щоб бадмінтоністи змагалися на ОІ-2024 відповідно до принципу універсальності.
Якщо будь-який гравець у бадмінтон пройде кваліфікацію і в одиночному, і в парному розряді, то невикористане місце буде присуджено наступному за рангом гравцю відповідної статі в одиночному турнірі, згідно з офіційним списком «Гонка до Парижа». Ці рішення мають гарантувати справедливий розподіл між чоловіками та жінками, які пройшли кваліфікацію для участі у відповідних змаганнях на Іграх, при цьому кількість учасників в одиночному розряді стає більшою за 38 для забезпечення участі додаткових гравців.

## Країни, що кваліфікувалися
| НОК                     | Чоловіки         | Чоловіки      | Жінки            | Жінки         | Мікст                  | Загалом | Загалом     |
| НОК                     | одиночний розряд | парний розряд | одиночний розряд | парний розряд | змішаний парний розряд | Квоти   | Спортсменів |
| ----------------------- | ---------------- | ------------- | ---------------- | ------------- | ---------------------- | ------- | ----------- |
| Алжир (ALG)             |                  |               |                  |               | 1                      | 1       | 2           |
| Австралія (AUS)         |                  |               | 1                | 1             |                        | 2       | 3           |
| Австрія (AUT)           | 1                |               |                  |               |                        | 1       | 1           |
| Азербайджан (AZE)       | 1                |               | 1                |               |                        | 2       | 2           |
| Бельгія (BEL)           | 1                |               | 1                |               |                        | 2       | 2           |
| Бразилія (BRA)          | 1                |               | 1                |               |                        | 2       | 2           |
| Болгарія (BUL)          |                  |               | 1                | 1             |                        | 2       | 3           |
| Канада (CAN)            | 1                | 1             | 1                |               |                        | 3       | 4           |
| Китай (CHN)             | 2                | 2             | 2                | 2             | 2                      | 10      | 16          |
| Китайський Тайбей (TPE) | 1                | 1             | 1                |               | 1                      | 4       | 6           |
| Чехія (CZE)             | 1                | 1             | 1                |               |                        | 3       | 4           |
| Данія (DEN)             | 2                | 1             | 1                | 1             | 1                      | 6       | 9           |
| Сальвадор (ESA)         | 1                |               |                  |               |                        | 1       | 1           |
| Естонія (EST)           |                  |               | 1                |               |                        | 1       | 1           |
| Фінляндія (FIN)         | 1                |               |                  |               |                        | 1       | 1           |
| Франція (FRA)           | 1                | 1             | 1                | 1             | 1                      | 5       | 7           |
| Німеччина (GER)         | 1                | 1             | 1                |               |                        | 3       | 4           |
| Велика Британія (GBR)   |                  | 1             | 1                |               |                        | 2       | 3           |
| Гватемала (GUA)         | 1                |               |                  |               |                        | 1       | 1           |
| Гонконг (HKG)           | 1                |               | 1                | 1             | 1                      | 4       | 6           |
| Індія (IND)             | 2                | 1             | 1                | 1             |                        | 5       | 7           |
| Індонезія (INA)         | 2                | 1             | 1                | 1             | 1                      | 6       | 9           |
| Ірландія (IRL)          | 1                |               | 1                |               |                        | 2       | 2           |
| Ізраїль (ISR)           | 1                |               |                  |               |                        | 1       | 1           |
| Італія (ITA)            | 1                |               |                  |               |                        | 1       | 1           |
| Японія (JPN)            | 2                | 1             | 2                | 2             | 1                      | 8       | 12          |
| Казахстан (KAZ)         | 1                |               |                  |               |                        | 1       | 1           |
| Малайзія (MAS)          | 1                | 1             | 1                | 1             | 1                      | 5       | 8           |
| Мальдіви (MDV)          |                  |               | 1                |               |                        | 1       | 1           |
| Маврикій (MRI)          | 1                |               | 1                |               |                        | 2       | 2           |
| Мексика (MEX)           | 1                |               |                  |               |                        | 1       | 1           |
| М'янма (MYA)            |                  |               | 1                |               |                        | 1       | 1           |
| Непал (NEP)             | 1                |               |                  |               |                        | 1       | 1           |
| Нідерланди (NED)        |                  |               |                  |               | 1                      | 1       | 2           |
| Нігерія (NGR)           | 1                |               |                  |               |                        | 1       | 1           |
| Перу (PER)              |                  |               | 1                |               |                        | 1       | 1           |
| Збірна біженців (EOR)   |                  |               | 1                |               |                        | 1       | 1           |
| Сінгапур (SGP)          | 1                |               | 1                |               | 1                      | 3       | 4           |
| ПАР (RSA)               |                  |               | 1                |               |                        | 1       | 1           |
| Південна Корея (KOR)    | 1                | 1             | 2                | 2             | 2                      | 8       | 12          |
| Іспанія (ESP)           | 1                |               | 1                |               |                        | 2       | 2           |
| Шрі-Ланка (SRI)         | 1                |               |                  |               |                        | 1       | 1           |
| Суринам (SUR)           | 1                |               |                  |               |                        | 1       | 1           |
| Швейцарія (SUI)         | 1                |               | 1                |               |                        | 2       | 2           |
| Таїланд (THA)           | 1                | 1             | 2                | 1             | 1                      | 6       | 9           |
| Туреччина (TUR)         |                  |               | 1                |               |                        | 1       | 1           |
| Україна (UKR)           |                  |               | 1                |               |                        | 1       | 1           |
| США (USA)               | 1                | 1             | 1                | 1             | 1                      | 5       | 7           |
| В'єтнам (VIE)           | 1                |               | 1                |               |                        | 2       | 2           |
| Загалом: 49 НОК         | 41               | 16            | 39               | 16            | 16                     | 128     | 173         |

## Офіційний рейтинг

### одиночний розряд (чоловіки)
| No. | QR  | Гравець                   | Країна                  | Нотатки                                         |
| --- | --- | ------------------------- | ----------------------- | ----------------------------------------------- |
| 1   | 1   | Віктор Аксельсен          | Данія (DEN)             | Континентальна квота: Європа                    |
| 2   | 2   | Ши Юйці                   | Китай (CHN)             | Континентальна квота: Азія                      |
| 3   | 3   | Джонатан Крісті           | Індонезія (INA)         | Континентальна квота: Азія                      |
| 4   | 4   | Андерс Антонсен           | Данія (DEN)             | Континентальна квота: Європа                    |
| 5   | 5   | Кодай Нараока             | Японія (JPN)            |                                                 |
| 6   | 6   | Лі Шифен                  | Китай (CHN)             |                                                 |
| 7   | 7   | Ентоні Сінісука Гінтінг   | Індонезія (INA)         |                                                 |
| 8   | 8   | Кунлавут Вітідсарн        | Таїланд (THA)           |                                                 |
| 9   | 9   | Пранной Г. С.             | Індія (IND)             |                                                 |
| 10  | 10  | Лі Цзи Цзя                | Малайзія (MAS)          |                                                 |
| 11  | 11  | Кента Нішімото            | Японія (JPN)            |                                                 |
| 12  | 12  | Лох Кін Ю                 | Сінгапур (SGP)          |                                                 |
| 13  | 13  | Лакш'я Сен                | Індія (IND)             |                                                 |
| 14  | 14  | Чжоу Дяньчжень            | Китайський Тайбей (TPE) |                                                 |
| 15  | 15  | Лі Чук Ю                  | Гонконг (HKG)           |                                                 |
| 16  | 20  | Тома Жуньйор Попов        | Франція (FRA)           |                                                 |
| 17  | 24  | Браєн Янґ                 | Канада (CAN)            | Континентальна квота: Америка                   |
| 18  | 38  | Кевін Кордон              | Гватемала (GUA)         | Континентальна квота: Америка                   |
| 19  | 42  | Нхат Нгуєн                | Ірландія (IRL)          |                                                 |
| 20  | 43  | Жульєн Карраґґі           | Бельгія (BEL)           |                                                 |
| —   | 45  | Марк Кал'яув              | Нідерланди (NED)        | Відхилена                                       |
| 21  | 47  | Чон Хьок Чін              | Південна Корея (KOR)    |                                                 |
| 22  | 48  | Ігор Коельйо              | Бразилія (BRA)          |                                                 |
| 23  | 51  | Міша Зільберман           | Ізраїль (ISR)           |                                                 |
| 24  | 54  | Ян Лоуда                  | Чехія (CZE)             |                                                 |
| 25  | 56  | Уріель Канхура            | Сальвадор (ESA)         |                                                 |
| 26  | 57  | Калле Кольонен            | Фінляндія (FIN)         |                                                 |
| 27  | 58  | Аде Рескі Двікайо         | Азербайджан (AZE)       |                                                 |
| 28  | 67  | Луїс Рамон Гаррідо        | Мексика (MEX)           |                                                 |
| 29  | 68  | Пабло Абіан               | Іспанія (ESP)           |                                                 |
| 30  | 69  | Дмитро Панарін            | Казахстан (KAZ)         |                                                 |
| 31  | 72  | Вірен Неттасінґге         | Шрі-Ланка (SRI)         | Перерозподіл квоти країни-господарки            |
| 32  | 73  | Джованні Тоті             | Італія (ITA)            | Перерозподіл квоти в парному розряді            |
| 33  | 74  | Ле Дук Фат                | В'єтнам (VIE)           | Перерозподіл квоти в парному розряді            |
| 34  | 77  | Фабіан Рот                | Німеччина (GER)         | Перерозподіл квоти в парному розряді            |
| 35  | 78  | Говард Шу                 | США (USA)               | Перерозподіл океанійської континентальної квоти |
| 36  | 88  | Тобіас Кюнці              | Швейцарія (SUI)         | Перерозподіл океанійської континентальної квоти |
| 37  | 89  | Коллінз Валентін Філімон  | Австрія (AUT)           | Перерозподіл відхиленої квоти                   |
| 38  | 101 | Ануолувапо Джувон Опейорі | Нігерія (NGR)           | Континентальна квота: Африка                    |
| 39  | 112 | Жульєн Поль               | Маврикій (MRI)          | Континентальна квота: Африка                    |
| —   | 159 | Рікі Танґ                 | Австралія (AUS)         | Континентальна квота: Океанія (відхилена)       |
| —   | 196 | Едвард Лау                | Нова Зеландія (NZL)     | Континентальна квота: Океанія (відхилена)       |
| 40  | 179 | Прінс Дахаль              | Непал (NEP)             | Запрошення тристоронньої комісії                |
| 41  | 286 | Серен Опті                | Суринам (SUR)           | Запрошення тристоронньої комісії                |

### одиночний розряд (жінки)
| No. | QR   | Гравець                      | Країна                  | Нотатки                                                                  |
| --- | ---- | ---------------------------- | ----------------------- | ------------------------------------------------------------------------ |
| 1   | 1    | Ан Се Йон                    | Південна Корея (KOR)    | Континентальна квота: Азія                                               |
| 2   | 2    | Чень Юфей                    | Китай (CHN)             | Континентальна квота: Азія                                               |
| 3   | 3    | Кароліна Марін               | Іспанія (ESP)           | Континентальна квота: Європа                                             |
| 4   | 4    | Акане Ямагуті                | Японія (JPN)            |                                                                          |
| 5   | 5    | Дай Цзиїн                    | Китайський Тайбей (TPE) |                                                                          |
| 6   | 6    | Хе Бінцзяо                   | Китай (CHN)             |                                                                          |
| 7   | 9    | Грегорія Маріска Тунджунг    | Індонезія (INA)         |                                                                          |
| 8   | 10   | Бейвень Чжан                 | США (USA)               | Континентальна квота: Америка                                            |
| 9   | 11   | Ая Охорі                     | Японія (JPN)            |                                                                          |
| 10  | 12   | Ратчханок Інтанон            | Таїланд (THA)           |                                                                          |
| 11  | 13   | Кім Ка Ин                    | Південна Корея (KOR)    |                                                                          |
| 12  | 14   | Пусарла Венката Сінду        | Індія (IND)             |                                                                          |
| 13  | 16   | Супаніда Катетхонг           | Таїланд (THA)           |                                                                          |
| 14  | 18   | Єо Цзя Мінь                  | Сінгапур (SGP)          |                                                                          |
| —   | 21   | Ліне К'ярсфельдт             | Данія (DEN)             | Данська федерація бадмінтону відхилила її, тож її замінила Міа Бліхфельд |
| 15  | 22   | Міа Бліхфельдт               | Данія (DEN)             | Континентальна квота: Європа                                             |
| 16  | 23   | Кірсті Гілмур                | Велика Британія (GBR)   |                                                                          |
| 17  | 24   | Нгуєн Тхюї Лінь              | В'єтнам (VIE)           |                                                                          |
| 18  | 25   | Мішель Лі                    | Канада (CAN)            | Континентальна квота: Америка                                            |
| 19  | 29   | Івонн Лі                     | Німеччина (GER)         |                                                                          |
| 20  | 32   | Го Цзінь Вей                 | Малайзія (MAS)          |                                                                          |
| 21  | 35   | Несліхан Арін                | Туреччина (TUR)         |                                                                          |
| 22  | 43   | Тхет Хтар Тузар              | М'янма (MYA)            |                                                                          |
| 23  | 45   | Ці Сюефей                    | Франція (FRA)           |                                                                          |
| 24  | 46   | До Сінь Янь                  | Гонконг (HKG)           |                                                                          |
| 25  | 47   | Жуліана Віана Вієйра         | Бразилія (BRA)          |                                                                          |
| 26  | 49   | Ліанне Тань                  | Бельгія (BEL)           |                                                                          |
| 27  | 50   | Крістін Кууба                | Естонія (EST)           |                                                                          |
| 28  | 63   | Інес Кастільйо               | Перу (PER)              |                                                                          |
| 29  | 65   | Тереза Швабікова             | Чехія (CZE)             |                                                                          |
| 30  | 69   | Дженіра Штадельманн          | Швейцарія (SUI)         |                                                                          |
| 31  | 71   | Кейша Фатіма аз-Захра        | Азербайджан (AZE)       |                                                                          |
| 32  | 74   | Поліна Бугрова               | Україна (UKR)           | Перерозподіл квоти країни-господарки                                     |
| 33  | 76   | Калояна Налбантова           | Болгарія (BUL)          | Перерозподіл невикористаної квоти Океанії                                |
| 34  | 77   | Рейчел Дарраґ                | Ірландія (IRL)          | Перерозподіл запрошення тристоронньої комісії                            |
| 35  | 92   | Тіффані Го                   | Австралія (AUS)         | Континентальна квота: Океанія                                            |
| 36  | 104  | Кейт Лудік                   | Маврикій (MRI)          | Континентальна квота: Африка                                             |
| 37  | 105  | Йоганіта Шольц               | ПАР (RSA)               | Континентальна квота: Африка                                             |
| 38  | 115  | Фатімат Набааха Абдул Раззак | Мальдіви (MDV)          | Запрошення тристоронньої комісії                                         |
| 39  | 1100 | Дорса Яварівафа              | Збірна біженців (EOR)   | Запрошення                                                               |

### парний розряд (чоловіки)
| No. | QR | Гравець                  | Країна                  | Нотатки                       |
| --- | -- | ------------------------ | ----------------------- | ----------------------------- |
| 1   | 1  | Лян Вейкен               | Китай (CHN)             | Континентальна квота: Азія    |
| 1   | 1  | Ван Чан                  | Китай (CHN)             | Континентальна квота: Азія    |
| 2   | 2  | Кан Мін Хьок             | Південна Корея (KOR)    |                               |
| 2   | 2  | Со Син Че                | Південна Корея (KOR)    |                               |
| 3   | 3  | Сатвіксайрадж Ранкіредді | Індія (IND)             |                               |
| 3   | 3  | Чіраг Шетті              | Індія (IND)             |                               |
| 4   | 4  | Кім Аструп               | Данія (DEN)             | Континентальна квота: Європа  |
| 4   | 4  | Андерс Скоруп Расмуссен  | Данія (DEN)             | Континентальна квота: Європа  |
| 5   | 5  | Аарон Чіа                | Малайзія (MAS)          |                               |
| 5   | 5  | Со Уй Їк                 | Малайзія (MAS)          |                               |
| 6   | 6  | Такуро Хокі              | Японія (JPN)            |                               |
| 6   | 6  | Юґо Кобаяші              | Японія (JPN)            |                               |
| 7   | 7  | Фаджар Альфіян           | Індонезія (INA)         |                               |
| 7   | 7  | Мухаммад Ріан Ардіанто   | Індонезія (INA)         |                               |
| 8   | 8  | Лю Юйчень                | Китай (CHN)             |                               |
| 8   | 8  | Оу Сюаньї                | Китай (CHN)             |                               |
| 9   | 10 | Лі Ян                    | Китайський Тайбей (TPE) |                               |
| 9   | 10 | Ван Чі-лінь              | Китайський Тайбей (TPE) |                               |
| 10  | 19 | Бен Лейн                 | Велика Британія (GBR)   |                               |
| 10  | 19 | Шон Венді                | Велика Британія (GBR)   |                               |
| 11  | 22 | Супак Джомкох            | Таїланд (THA)           |                               |
| 11  | 22 | Кіттінупонґ Кедрен       | Таїланд (THA)           |                               |
| 12  | 27 | Марк Ламсфус             | Німеччина (GER)         |                               |
| 12  | 27 | Марвін Зайдель           | Німеччина (GER)         |                               |
| 13  | 34 | Адам Донґ                | Канада (CAN)            | Континентальна квота: Америка |
| 13  | 34 | Ніл Якура                | Канада (CAN)            | Континентальна квота: Америка |
| 14  | 37 | Хрісто Попов             | Франція (FRA)           |                               |
| 14  | 37 | Тома Жуньйор Попов       | Франція (FRA)           |                               |
| 15  | 42 | Вінсон Чіу               | США (USA)               |                               |
| 15  | 42 | Джошуа Юань              | США (USA)               |                               |
| 16  | 44 | Ондржей Крал             | Чехія (CZE)             |                               |
| 16  | 44 | Адам Мендрек             | Чехія (CZE)             |                               |

### парний розряд (жінки)
| No. | QR | Гравець                     | Країна               | Нотатки                       |
| --- | -- | --------------------------- | -------------------- | ----------------------------- |
| 1   | 1  | Чень Цинчень                | Китай (CHN)          | Континентальна квота: Азія    |
| 1   | 1  | Цзя Іфань                   | Китай (CHN)          | Континентальна квота: Азія    |
| 2   | 2  | Пек Ха На                   | Південна Корея (KOR) |                               |
| 2   | 2  | Лі Со Хі                    | Південна Корея (KOR) |                               |
| 3   | 3  | Лю Шеншу                    | Китай (CHN)          |                               |
| 3   | 3  | Тань Нін                    | Китай (CHN)          |                               |
| 4   | 4  | Намі Мацуяма                | Японія (JPN)         |                               |
| 4   | 4  | Чіхару Шіда                 | Японія (JPN)         |                               |
| 5   | 6  | Кім Со Йон                  | Південна Корея (KOR) |                               |
| 5   | 6  | Кон Хі Йон                  | Південна Корея (KOR) |                               |
| 6   | 7  | Маю Мацумото                | Японія (JPN)         |                               |
| 6   | 7  | Вакана Наґахара             | Японія (JPN)         |                               |
| 7   | 9  | Апріяні Рахаю               | Індонезія (INA)      |                               |
| 7   | 9  | Сіті Фадія Сілва Рамадганті | Індонезія (INA)      |                               |
| 8   | 10 | Йонгкольфан Кітітаракул     | Таїланд (THA)        |                               |
| 8   | 10 | Равінда Праджонджай         | Таїланд (THA)        |                               |
| 9   | 14 | Пірлі Тан                   | Малайзія (MAS)       |                               |
| 9   | 14 | Тхінаа Муралітхаран         | Малайзія (MAS)       |                               |
| 10  | 17 | Марго Ламбер                | Франція (FRA)        | Континентальна квота: Європа  |
| 10  | 17 | Анн Тран                    | Франція (FRA)        | Континентальна квота: Європа  |
| 11  | 19 | Габріела Стоєва             | Болгарія (BUL)       |                               |
| 11  | 19 | Стефані Стоєва              | Болгарія (BUL)       |                               |
| 12  | 20 | Йон Нґа Тін                 | Гонконг (HKG)        |                               |
| 12  | 20 | Йон Пуї Лам                 | Гонконг (HKG)        |                               |
| 13  | 21 | Таніша Красто               | Індія (IND)          |                               |
| 13  | 21 | Ашвіні Поннаппа             | Індія (IND)          |                               |
| 14  | 22 | Майкен Фруерґард            | Данія (DEN)          |                               |
| 14  | 22 | Сара Тигесен                | Данія (DEN)          |                               |
| 15  | 31 | Анні Сю                     | США (USA)            | Континентальна квота: Америка |
| 15  | 31 | Керрі Сю                    | США (USA)            | Континентальна квота: Америка |
| 16  | 32 | Сетяна Мапаса               | Австралія (AUS)      | Континентальна квота: Океанія |
| 16  | 32 | Анджела Ю                   | Австралія (AUS)      | Континентальна квота: Океанія |

### змішаний парний розряд
| No. | QR | Гравець                 | Країна                  | Нотатки                                         |
| --- | -- | ----------------------- | ----------------------- | ----------------------------------------------- |
| 1   | 1  | Чжен Сівей              | Китай (CHN)             | Континентальна квота: Азія                      |
| 1   | 1  | Гуан Якьон              | Китай (CHN)             | Континентальна квота: Азія                      |
| 2   | 2  | Фен Яньчже              | Китай (CHN)             |                                                 |
| 2   | 2  | Гуан Дунпін             | Китай (CHN)             |                                                 |
| 3   | 3  | Юта Ватанабе            | Японія (JPN)            |                                                 |
| 3   | 3  | Аріса Хіґашіно          | Японія (JPN)            |                                                 |
| 4   | 4  | Со Син Че               | Південна Корея (KOR)    |                                                 |
| 4   | 4  | Чхе Ю Чон               | Південна Корея (KOR)    |                                                 |
| 5   | 6  | Дечаполь Пуаваранукрох  | Таїланд (THA)           |                                                 |
| 5   | 6  | Сапсірі Таераттаначхаї  | Таїланд (THA)           |                                                 |
| 6   | 7  | Кім Вон Хо              | Південна Корея (KOR)    |                                                 |
| 6   | 7  | Чон На Ин               | Південна Корея (KOR)    |                                                 |
| 7   | 8  | Тан Чунь Ман            | Гонконг (HKG)           |                                                 |
| 7   | 8  | Се Ін Сют               | Гонконг (HKG)           |                                                 |
| 8   | 9  | Чень Танцзє             | Малайзія (MAS)          |                                                 |
| 8   | 9  | Ду Івей                 | Малайзія (MAS)          |                                                 |
| 9   | 10 | Матіас Крістіансен      | Данія (DEN)             | Континентальна квота: Європа                    |
| 9   | 10 | Александра Боє          | Данія (DEN)             | Континентальна квота: Європа                    |
| 10  | 11 | Том Жікель              | Франція (FRA)           |                                                 |
| 10  | 11 | Дельфін Дельрю          | Франція (FRA)           |                                                 |
| 11  | 12 | Є Хунвей                | Китайський Тайбей (TPE) |                                                 |
| 11  | 12 | Лі Цзясін               | Китайський Тайбей (TPE) |                                                 |
| 12  | 14 | Робін Табелінґ          | Нідерланди (NED)        |                                                 |
| 12  | 14 | Селена Пік              | Нідерланди (NED)        |                                                 |
| 13  | 15 | Рінов Рівальді          | Індонезія (INA)         |                                                 |
| 13  | 15 | Пітха Ханіґтіас Ментарі | Індонезія (INA)         |                                                 |
| 14  | 18 | Террі Хі                | Сінгапур (SGP)          | Перерозподіл океанійської континентальної квоти |
| 14  | 18 | Тань Вей Хань           | Сінгапур (SGP)          | Перерозподіл океанійської континентальної квоти |
| 15  | 29 | Вінсон Чіу              | США (USA)               | Континентальна квота: Америка                   |
| 15  | 29 | Дженні Гай              | США (USA)               | Континентальна квота: Америка                   |
| —   | 44 | Кеннет Чу               | Австралія (AUS)         | Континентальна квота: Океанія (відхилена)       |
| —   | 44 | Ґроня Сомервілл         | Австралія (AUS)         | Континентальна квота: Океанія (відхилена)       |
| 16  | 47 | Косейла Маммері         | Алжир (ALG)             | Континентальна квота: Африка                    |
| 16  | 47 | Таніна Маммері          | Алжир (ALG)             | Континентальна квота: Африка                    |